# 成均館

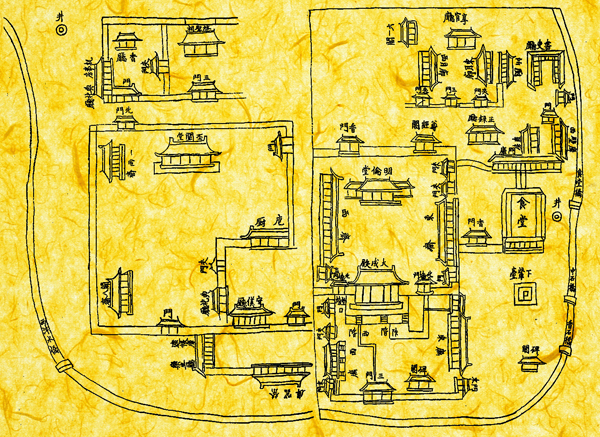
1785年成均馆院的示意图

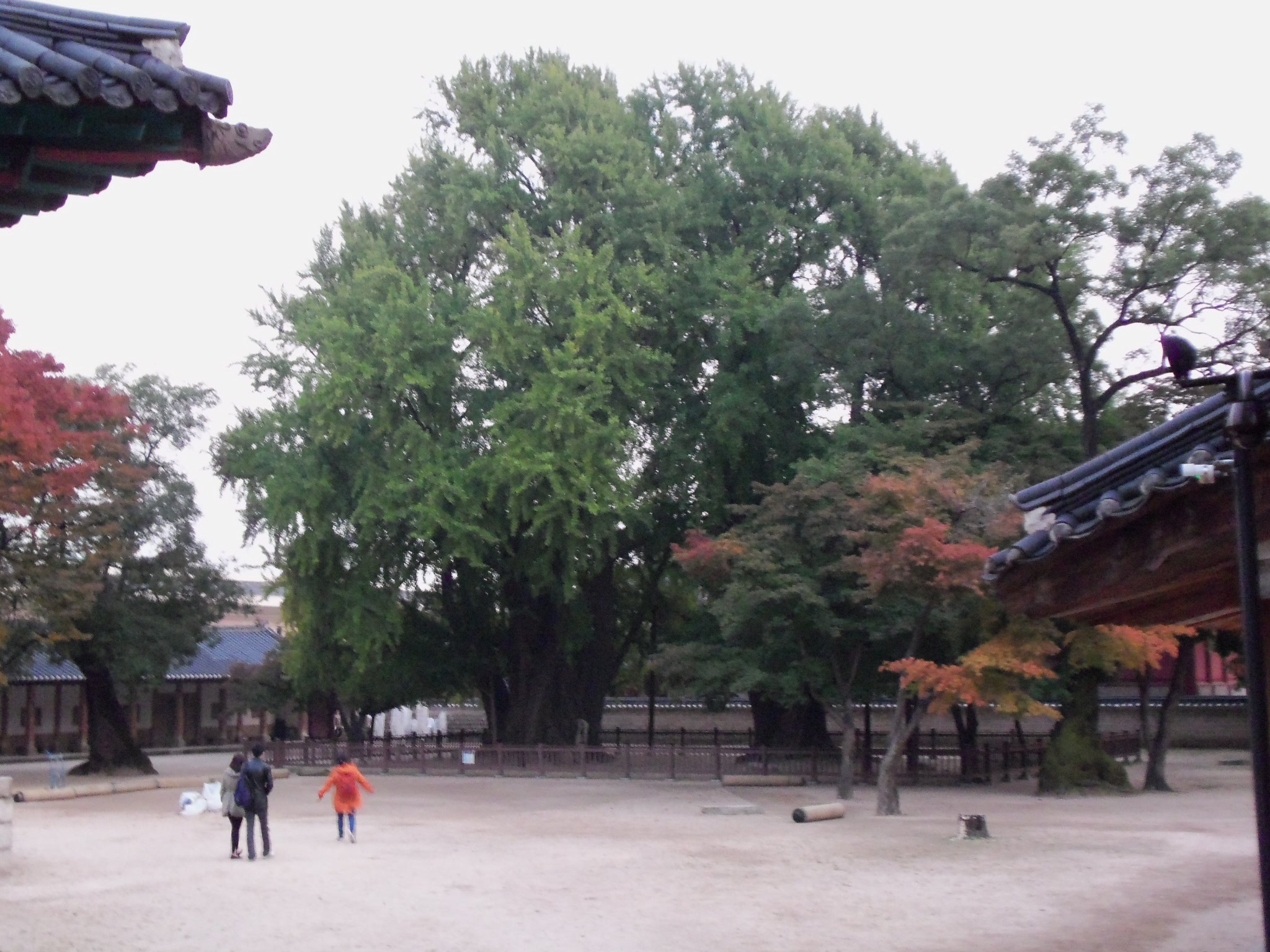
首尔成均馆院内的古银杏树

成均館（：／）是朝鮮半島歷代王朝最高學府，地位同等於古代中國的國子監、太學。高麗王朝的成均館位於現今朝鮮民主主義人民共和國開城，而朝鮮王朝的成均館位於現今大韓民國首爾，為成均館大學的前身。
2013年6月23日，聯合國教科文組織在柬埔寨舉行的第37屆世界遺產大會，公佈把開城歷史建築與遺跡（包括開城區、滿月台、開城南大門、成均館、嵩陽書院、王建皇陵和恭愍皇陵）列入世界遺產。

## 建築
- 佔地約1萬平方公呎，共有18棟建築物；
- 明倫堂：位於中央，用作講堂；
- 東齋及西齋：位於明倫堂的兩旁，它們是集體宿舍；
- 已生長了1000多年的櫸樹及銀杏樹

## 成立歷史
成均一詞源於《周禮·春官·大司樂》：「大司樂掌成均之法，以治建國之學政，而合國之子弟焉。」。原為周代的貴族大學之一。鄭玄注：「董仲舒曰：五帝名大學曰成均。」成均泛稱官設的最高學府。
在古代朝鮮半島的高麗時代（公元918年至1392年），為了培養人才為國家的未來發展，在公元992年建立了最高教育機關國子監，後來改組成為成均館。隨著高麗王朝被朝鮮王朝取代、定都漢陽（今首爾特別市），朝鮮太宗李芳遠將新成均館建立於都內，也就是現今的首爾成均館大學。

## 當時的職責
高麗政府委任飽讀中國的儒家思想學者來經營，對學生傳授：儒家思想、高麗法律、數學及書法等科目。

## 成就
- 製造了國際聞名的高麗青瓷；
- 製造了顏色雪白、質地堅韌的優質紙張；
- 除中國外，當時世界上唯一使用活字印刷技術；
- 研究出在朝鮮半島栽種棉花的方法。

## 現況
在南北韓雙方政府的保護歷史文物政策下，各建築物都保存良好，現今分別為北韓高麗成均館輕工業綜合大學與南韓成均館大學。南韓成均館大學以三星集團為贊助財團，並為韓國前五大學之一。